# اچ‌ام‌اس بدفورد (۱۶۹۸)
اچ‌ام‌اس بدفورد (۱۶۹۸) (به انگلیسی: HMS Bedford (1698)) یک کشتی بود که طول آن ۱۵۱ فوت (۴۶٫۰ متر) بود. پهنای این کشتی ۴۰ فوت و عمق آن ۱۶ فوت و ۹ اینچ بود.